# Premiership Rugby

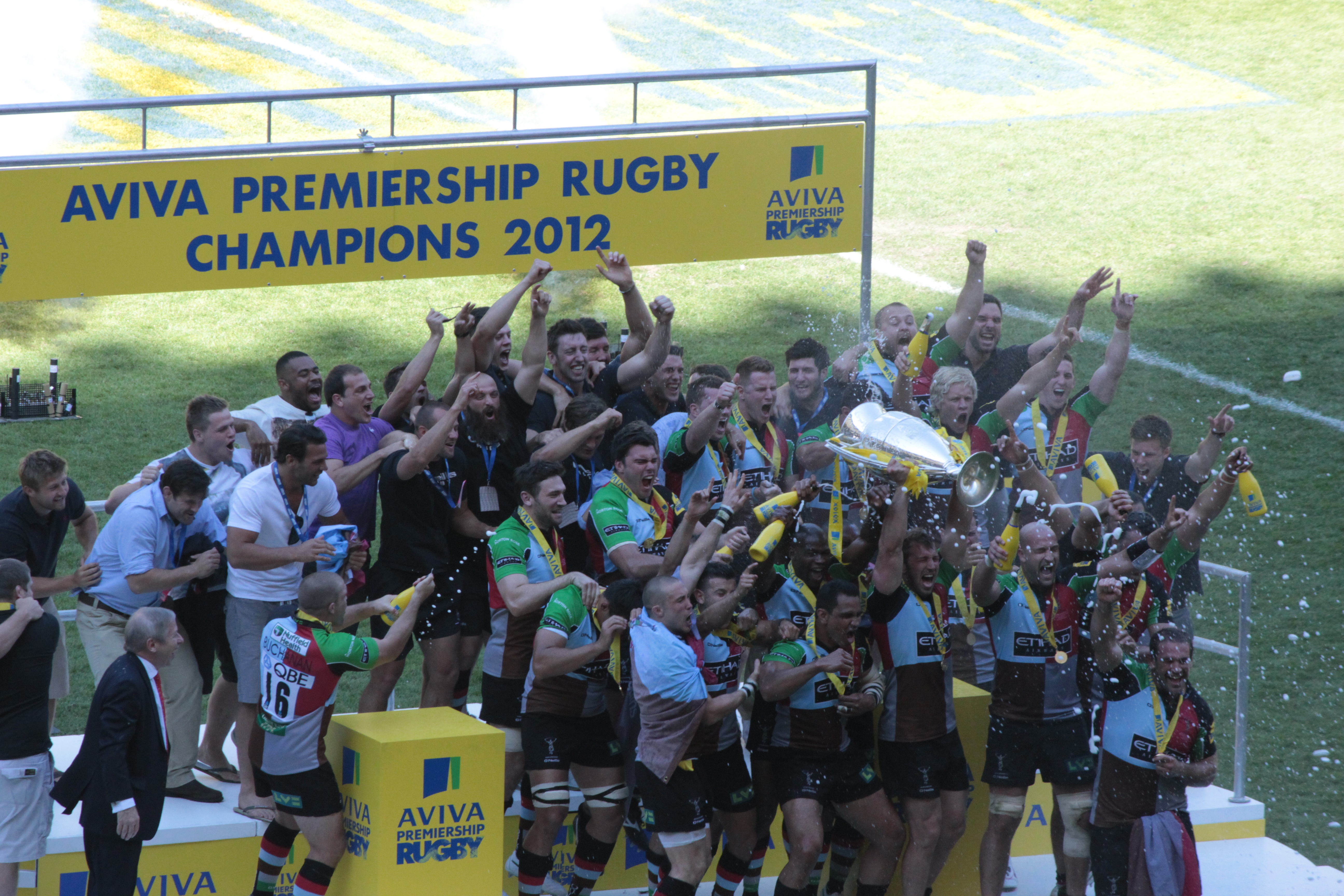
Gracze Harlequins świętujący zwycięstwo w lidze w 2012

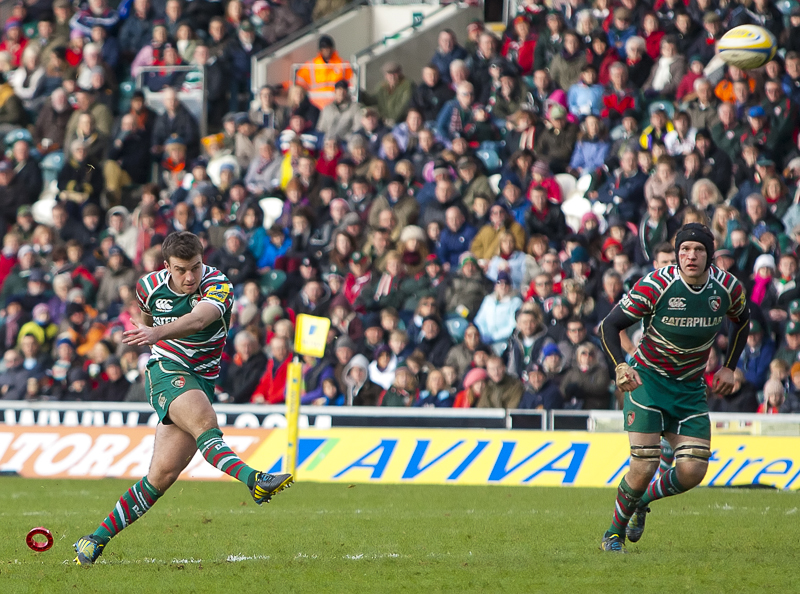
Rzut karny podczas meczu Leicester Tigers – Bath w sezonie 2012/2013

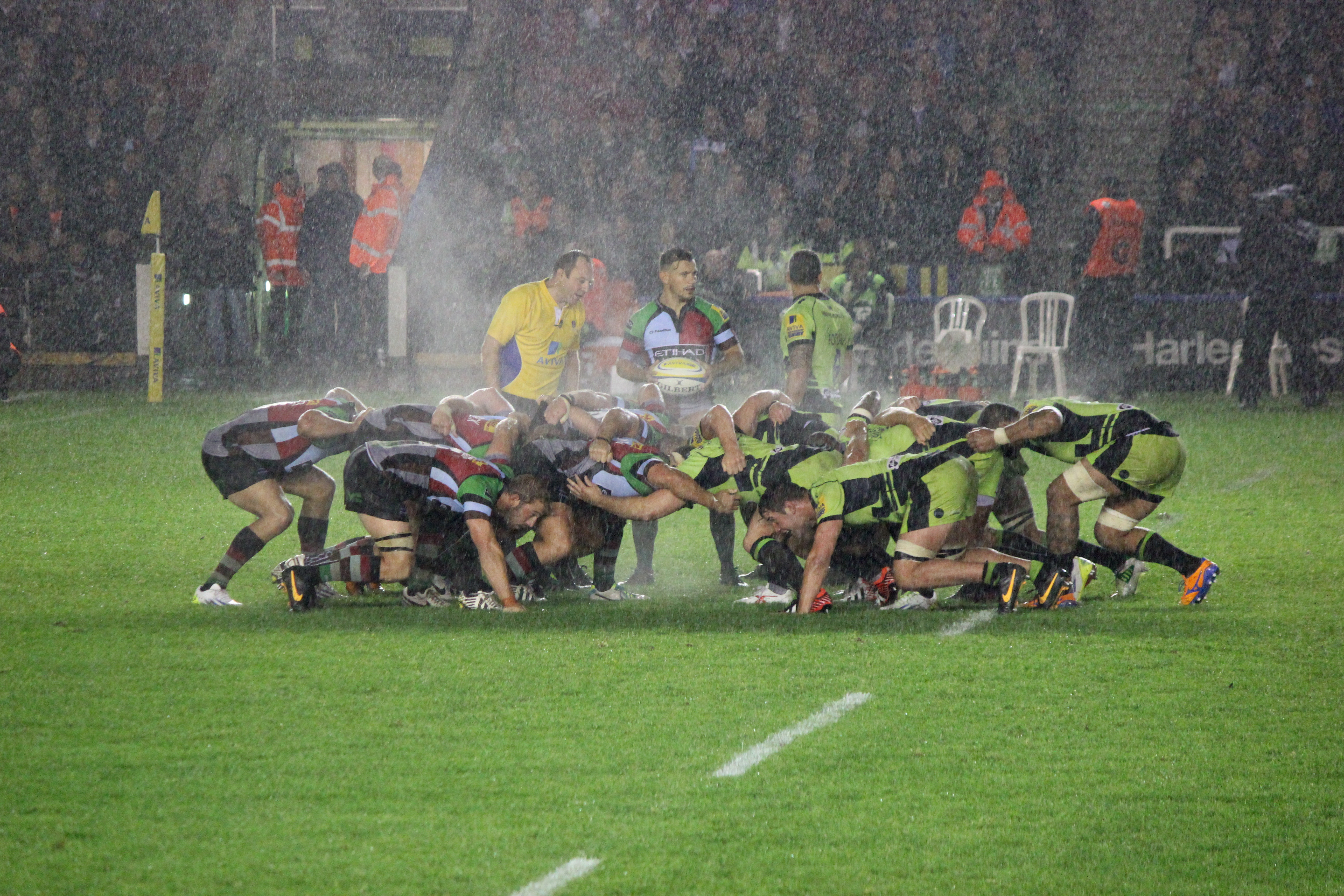
Młyn podczas meczu Harlequins – Northampton Saints w sezonie 2013/2014

Premiership Rugby (Gallagher Premiership Rugby, dawniej Courage League, Allied Dunbar Premiership, Zurich Premiership, Guinness Premiership, Aviva Premiership Rugby) – profesjonalna liga rugby union w Anglii, najwyższy poziom rozgrywek klubowych w tym kraju. Jej zwycięzca zostaje mistrzem Anglii. Założona w 1987, od 1997 zawodowa. Uważana jest za jedną z trzech najlepszych lig rugby union w Europie obok francuskiej Top 14 i międzynarodowej United Rugby Championship. Najwięcej tytułów mistrzowskich w historii zdobyła drużyna Leicester Tigers.

## Nazwa
Początkowo liga nosiła nazwę Courage League. Wraz z jej profesjonalizacją od 1997 zmieniła nazwę na Premiership, a do określenia tego dodawane były nazwy sponsorów tytularnych: w latach 1997–2000 Allied Dunbar Premiership, w latach 2000–2005 Zurich Premiership, w latach 2005–2010 Guinness Premiership, 2010–2018 Aviva Premiership Rugby. Od 2018 nosi nazwę obejmującą wskazanie kolejnego sponsora, Gallagher Premiership Rugby.

## Zasady

### Historia
Choć Anglia jest ojczyzną rugby, długo nie rozgrywano tu klubowych rozgrywek o mistrzostwo kraju. Pod koniec lat 60. przedstawiciele klubów zgłosili taką propozycję, ale Rugby Football Union (RFU) odrzuciła ją jako sprzeczną z ideą sportu amatorskiego. Pod naciskiem klubów w 1971 organizacja ta zgodziła się na prowadzenie rozgrywek pucharowych, a w 1976 na klasyfikowanie drużyn w oparciu o uzyskane wyniki meczów w tzw. Merit Tables. W 1980 opracowano raport, z którego wynikało, że wprowadzenie rozgrywek ligowych jest pożądane, aby podnieść poziom reprezentacji narodowej.
Liga powstała w 1987 jako pierwsze zorganizowane ogólnoangielskie rozgrywki o tytuł mistrza Anglii (wcześniej rozgrywano tylko mecze towarzyskie i turnieje regionalne). Liga nosząca wówczas nazwę Courage League stanowiła najwyższy poziom rozgrywkowy w hierarchii ligowej obejmującej ponad tysiąc klubów. Liczyła dwanaście klubów, a rozgrywki toczone były systemem ligowym – każda drużyna rozgrywała z wszystkimi pozostałymi po jednym meczu. Na niższy poziom rozgrywek spadały dwie ostatnie drużyny z ligowej tabeli i były zastępowane dwoma najlepszymi drużynami drugoligowymi. W kolejnym okresie liczba drużyn w lidze wahała się od trzynastu do dziesięciu, aby w 1996 powrócić do dwunastu. W 1993 wprowadzono też zasadę rozgrywania pomiędzy każdą parą drużyn dwóch spotkań: meczu i rewanżu.
Pierwszym mistrzem została drużyna Leicester Tigers. Wprowadzenie ligowych rozgrywek w RFU uznano za największą zmianę w angielskim rugby od 1871. Rugby zainteresowali się sponsorzy (m.in. pierwszy tytularny sponsor rozgrywek, browary Courage), kluby zaczęły zatrudniać profesjonalnych trenerów. Początkowo w lidze dominowała drużyna Bath, która w pierwszej połowie lat 90. zdobyła cztery tytuły mistrzowskie.
Wprowadzenie profesjonalizmu do rugby union spowodowało przekształcenie ligi w zawodową w 1997. Poszerzono ją do czternastu zespołów, jednak w wyniku bankructwa jednego z uczestników (Richmond) oraz połączenia się dwóch innych (London Irish i London Scottish) już po jednym sezonie na powrót liczyła dwanaście drużyn. Wiele zasłużonych klubów miało kłopoty i nie było w stanie sprostać finansowej rywalizacji, m.in. dominującą pozycję utraciło Bath. Do ligi zaczęto ściągać najbardziej utytułowanych zawodników z całego świata. W kolejnych latach dominowały w lidze dwa kluby, Leicester Tigers i Wasps. Rosło zainteresowanie kibiców ligą, a kluby osiągały sukcesy międzynarodowe – w pierwszych latach XXI w. najpierw Leicester Tigers, a potem Wasps po dwa razy z rzędu wygrali w Pucharze Heinekena (w 2007 te dwie drużyny zagrały ze sobą w finale tych rozgrywek). Dominację w Europie ograniczyło jednak wprowadzenie pułapu wynagrodzeń. W sezonie 2019/2020 doszło do skandalu – okazało się, że Saracens w ciągu trzech poprzednich sezonów (w ciągu których zdobyli dwa mistrzostwa) naruszało ten pułap wynagrodzeń i w efekcie zostało ukarane karną degradacją na koniec sezonu. Z kolei w sezonie 2022/2023 z powodu kłopotów finansowych zawieszono i wykluczono z ligi aż trzy spośród 13 uczestniczących w rozgrywkach drużyn: Worcester Warriors, Wasps i tuż po zakończeniu rozgrywek London Irish.
W poszczególnych sezonach zmieniały się zasady spadku i awansu, m.in. w niektórych sezonach stosowano mecze barażowe między najsłabszymi drużynami Premiership i najlepszymi Premiership Two (drugiego poziomu rozgrywek). W 2000 rozpoczęto naliczanie punktów bonusowych, a oprócz sezonu ligowego pojawiła się dodatkowa faza play-off obejmująca ćwierćfinały, półfinały i finał. Uregulowano wówczas też kwestię spadku i awansu – ustalając zasadę automatycznego spadku najsłabszej drużyny i zastępowania jej najlepszą drużyną z niższego poziomu, choć największe kluby ligi chciały zlikwidować możliwość spadku i awansu w drodze sportowych rozgrywek, zastępując ją możliwością dopuszczenia do ligi wyłącznie na podstawie kryteriów finansowych. W 2021 podjęto decyzję o wprowadzeniu moratorium na spadek z ligi po sezonie 2020/2021, przy zachowaniu awansu z poziomu Championship. Następnie brak spadków z ligi przedłużono do sezonu 2022/2023. Począwszy od sezonu 2023/2024 zaplanowano rozgrywanie meczów barażowych o udział w Premiership pomiędzy ostatnią drużyną tej ligi a mistrzem Championship.
Począwszy od sezonu 2002/2003 rozgrywki fazy play-off decydowały o tytule mistrza Anglii. Zmienił się jednak ich format – zamiast ośmiu drużyn uczestniczyły w nich najpierw trzy zespoły (półfinał między drugą i trzecią drużyną ligi, a następnie finał między zwycięzcą półfinału i pierwszą drużyną ligi), a potem cztery (wprowadzono drugi półfinał między najlepszą i czwartą drużyną ligi).

### Obecny format rozgrywek (2023/2024)
Sezon ligowy składa się z dwóch części: rundy zasadniczej toczonej systemem kołowym (każdy z każdym u siebie i na wyjeździe) oraz rundy pucharowej. W fazie zasadniczej rozgrywane jest 18 kolejek (po 9 w pierwszej rundzie i rundzie rewanżowej). Cztery najlepsze drużyny w końcowej tabeli rundy zasadniczej kwalifikują się do półfinałów. Zwycięzcy z półfinałów walczą o tytuł mistrza Anglii w finałowym spotkaniu na Twickenham Stadium. Żaden zespół nie spada z ligi.
O kolejności zespołów w tabeli ligowej decyduje w pierwszej kolejności punkty zdobyte w rozgrywkach: cztery za zwycięstwo, dwa za remis, zero za porażkę oraz po jednym punkcie bonusowym za zdobycie w meczu co najmniej 4 przyłożeń i za porażkę nie wyższą niż 7 punktami. Jeśli liczba tych punktów jest równa o pozycji w tabeli decydują kolejno liczba zwycięstw w rozgrywkach, bilans punktów meczowych, liczba zdobytych punktów meczowych, bilans punktów meczowych w meczach z zespołem, z którym rywalizuje o miejsce w tabeli.
Kluby uczestniczące w rozgrywkach obowiązuje ustalany przed każdym sezonem przez Premiership Rugby Board pułap wynagrodzeń, mający chronić kluby przed problemami finansowymi i zapewniać konkurencyjność rozgrywek. Przekroczenie tego pułapu skutkuje karami. W sezonie 2017/2018 wynosił on 7 milionów funtów. System posiada wiele ulg i wyjątków m.in. z limitu wyłączone są wynagrodzenia dwóch zawodników w każdym klubie, wynagrodzenia zawodników zatrudnionych w celu zastąpienia graczy kontuzjowanych. Premiowane są też działania na rzecz utalentowanych angielskich zawodników. W 2020, z powodu kłopotów finansowych wywołanych pandemią COVID-19 podjęto decyzję o przejściowym zmniejszeniu limitu do 5,6 milionów funtów w okresie od sezonu 2021/2022 do sezonu 2023/2024, a także ograniczenia liczby zawodników wyłączonych z limitu do jednego w sezonach 2022/2023 i 2023/2024.

## Wyniki rozgrywek
Najlepsze drużyny ligi w sezonach 1987/1988–2001/2002 (do sezonu 1999/2000 nie rozgrywano fazy play-off, w sezonach 2000/2001 i 2001/2002 mimo rozegrania fazy play-off mistrzem Anglii została najlepsza drużyna w tabeli ligowej):
| Sezon     | Mistrz            | Wicemistrz         |
| --------- | ----------------- | ------------------ |
| 1987/1988 | Leicester Tigers  | Wasps              |
| 1988/1989 | Bath              | Gloucester         |
| 1989/1990 | Wasps             | Gloucester         |
| 1990/1991 | Bath              | Wasps              |
| 1991/1992 | Bath              | Orrell             |
| 1992/1993 | Bath              | Wasps              |
| 1993/1994 | Bath              | Leicester Tigers   |
| 1994/1995 | Leicester Tigers  | Bath               |
| 1995/1996 | Bath              | Leicester Tigers   |
| 1996/1997 | Wasps             | Bath               |
| 1997/1998 | Newcastle Falcons | Saracens           |
| 1998/1999 | Leicester Tigers  | Northampton Saints |
| 1999/2000 | Leicester Tigers  | Bath               |
| 2000/2001 | Leicester Tigers  | London Wasps       |
| 2001/2002 | Leicester Tigers  | Sale Sharks        |

Wyniki finałów od sezonu 2002/2003:
| Sezon     | Mistrz             | Wynik finału | Wicemistrz         | Data finału | Miejsce finału     | Liczba publiczności | Najlepsza drużyna fazy ligowej |
| --------- | ------------------ | ------------ | ------------------ | ----------- | ------------------ | ------------------- | ------------------------------ |
| 2002/2003 | London Wasps       | 39:3         | Gloucester         | 31.05.2003  | Twickenham Stadium | 42 000              | Gloucester                     |
| 2003/2004 | London Wasps       | 10:6         | Bath               | 29.05.2004  | Twickenham Stadium | 59 500              | Bath                           |
| 2004/2005 | London Wasps       | 39:14        | Leicester Tigers   | 14.05.2005  | Twickenham Stadium | 66 000              | Leicester Tigers               |
| 2005/2006 | Sale Sharks        | 45:20        | Leicester Tigers   | 27.05.2006  | Twickenham Stadium | 58 000              | Sale Sharks                    |
| 2006/2007 | Leicester Tigers   | 44:16        | Gloucester         | 12.05.2007  | Twickenham Stadium | 59 400              | Gloucester                     |
| 2007/2008 | London Wasps       | 26:16        | Leicester Tigers   | 31.05.2008  | Twickenham Stadium | 81 600              | Gloucester                     |
| 2008/2009 | Leicester Tigers   | 10:9         | London Irish       | 16.05.2009  | Twickenham Stadium | 81 601              | Leicester Tigers               |
| 2009/2010 | Leicester Tigers   | 33:27        | Saracens           | 29.05.2010  | Twickenham Stadium | 81 600              | Leicester Tigers               |
| 2010/2011 | Saracens           | 22:18        | Leicester Tigers   | 28.05.2011  | Twickenham Stadium | 80 016              | Leicester Tigers               |
| 2011/2012 | Harlequins         | 30:23        | Leicester Tigers   | 26.05.2012  | Twickenham Stadium | 81 779              | Harlequins                     |
| 2012/2013 | Leicester Tigers   | 37:17        | Northampton Saints | 25.05.2013  | Twickenham Stadium |                     | Saracens                       |
| 2013/2014 | Northampton Saints | 24:20        | Saracens           | 31.05.2014  | Twickenham Stadium | 81 193              | Saracens                       |
| 2014/2015 | Saracens           | 28:16        | Bath               | 30.05.2015  | Twickenham Stadium | 80 589              | Northampton Saints             |
| 2015/2016 | Saracens           | 28:20        | Exeter Chiefs      | 28.05.2016  | Twickenham Stadium | 77 109              | Saracens                       |
| 2016/2017 | Exeter Chiefs      | 23:20        | Wasps              | 27.05.2017  | Twickenham Stadium | 79 657              | Wasps                          |
| 2017/2018 | Saracens           | 27:10        | Exeter Chiefs      | 26.05.2018  | Twickenham Stadium | 75 128              | Exeter Chiefs                  |
| 2018/2019 | Saracens           | 37:34        | Exeter Chiefs      | 1.06.2019   | Twickenham Stadium | 75 329              | Exeter Chiefs                  |
| 2019/2020 | Exeter Chiefs      | 19:13        | Wasps              | 24.10.2020  | Twickenham Stadium | –                   | Exeter Chiefs                  |
| 2020/2021 | Harlequins         | 40:38        | Exeter Chiefs      | 26.06.2021  | Twickenham Stadium | 10 000              | Bristol Bears                  |
| 2021/2022 | Leicester Tigers   | 40:38        | Saracens           | 18.06.2022  | Twickenham Stadium | 72 784              | Leicester Tigers               |
| 2022/2023 | Saracens           | 35:25        | Sale Sharks        | 27.05.2023  | Twickenham Stadium | ...                 | Saracens                       |
| 2023/2024 | Northampton Saints | 25:21        | Bath               | 8.06.2024   | Twickenham Stadium | ...                 | Northampton Saints             |
| 2024/2025 | Bath               | 23:21        | Leicester Tigers   | 14.06.2025  | Twickenham Stadium | ...                 | Bath                           |

### Wyniki finałów 2001 i 2002
W sezonach 2000/2001 i 2001/2002 rozgrywano fazę play-off z finałem, jednak mistrzem Anglii zostawał zwycięzca rozgrywek ligowych, a nie zwycięzca finału:
| Sezon     | Zwycięzca        | Wynik finału | Przegrany       | Data finału | Miejsce finału     | Liczba publiczności | Najlepsza drużyna fazy ligowej |
| --------- | ---------------- | ------------ | --------------- | ----------- | ------------------ | ------------------- | ------------------------------ |
| 2000/2001 | Leicester Tigers | 22:10        | Bath            |             | Twickenham Stadium |                     | Leicester Tigers               |
| 2001/2002 | Gloucester       | 28:23        | Bristol Shoguns | 8.06.2002   | Twickenham Stadium | 28 500              | Leicester Tigers               |

## Statystyki graczy
Zgodnie z danymi na koniec sezonu 2022/2023 najwięcej przyłożeń w historii ligi zdobył Chris Ashton. Najwięcej skutecznych rzutów karnych i podwyższeń wykonał Charlie Hodgson, a drop goali on oraz Alex Goode. Hodgson jest także zdobywcą największej liczby punktów w historii ligi. Natomiast graczem, który wystąpił w największej liczbie spotkań jest Richard Wigglesworth.

## Uczestnicy rozgrywek
Lista drużyn uczestniczących w rozgrywkach Premiership (na zielono wiersze z drużynami uczestniczącymi w rozgrywkach w sezonie 2024/2025):
| Klub                | Miejscowość               | Sezony w lidze                                           | Mistrzostwa                                              | Uwagi                                 |
| ------------------- | ------------------------- | -------------------------------------------------------- | -------------------------------------------------------- | ------------------------------------- |
| Bath                | Bath                      | 36 (od 1987)                                             | 7 (1989, 1991–1994, 1996, 2025)                          |                                       |
| Bedford Blues       | Bedford                   | 3 (1989–1990, 1998–2000)                                 | 0                                                        |                                       |
| Bristol Bears       | Bristol                   | 25 (1987–1998, 1999–2003, 2005–2009, 2016–2017, od 2018) | 0                                                        | dawniej Bristol, Bristol Shoguns      |
| Coventry            | Coventry                  | 1 (1987–1988)                                            | 0                                                        |                                       |
| Exeter Chiefs       | Exeter                    | 13 (od 2010)                                             | 2 (2017, 2020)                                           |                                       |
| Gloucester          | Gloucester                | 36 (od 1987)                                             | 0                                                        |                                       |
| Harlequins          | Londyn (Twickenham)       | 35 (1987–2005, od 2006)                                  | 2 (2012, 2021)                                           |                                       |
| Leeds Carnegie      | Leeds                     | 8 (2001–2006, 2007–2008, 2009–2011)                      | 0                                                        | dawniej Leeds Tykes                   |
| Leicester Tigers    | Leicester                 | 36 (od 1987)                                             | 11 (1988, 1995, 1999–2002, 2007, 2009, 2010, 2013, 2022) |                                       |
| Liverpool St Helens | Liverpool                 | 2 (1988–1989, 1990–1991)                                 | 0                                                        |                                       |
| London Irish        | Londyn (Brentford)        | 27 (1991–1994, 1996–2016, 2017–2018, 2019–2023)          | 1 (1998)                                                 | (dawniej w Coventry)                  |
| London Scottish     | Londyn (Richmond)         | 2 (1992–1993, 1998–1999)                                 | 0                                                        |                                       |
| London Welsh        | Oksford                   | 2 (2012–2013, 2014–2015)                                 | 0                                                        |                                       |
| Moseley             | Birmingham                | 4 (1987–1991)                                            | 0                                                        |                                       |
| Newcastle Falcons   | Newcastle                 | 25 (1993–1994, 1997–2012, 2013–2019, od 2020)            | 1 (1998)                                                 | dawniej Newcastle Gosforth, Newcastle |
| Northampton Saints  | Northampton               | 31 (1990–1995, 1996–2007, od 2008)                       | 2 (2014, 2024)                                           |                                       |
| Nottingham          | Nottingham                | 5 (1987–1992)                                            | 0                                                        |                                       |
| Orrell              | Manchester (Orrell)       | 10 (1987–1997)                                           | 0                                                        |                                       |
| Richmond            | Londyn (Richmond)         | 2 (1997–1999)                                            | 0                                                        |                                       |
| Rosslyn Park        | Londyn (Roehampton)       | 4 (1988–1992)                                            | 0                                                        |                                       |
| Rotherham Titans    | Rotherham                 | 2 (2000–2001, 2003–2004)                                 | 0                                                        |                                       |
| Rugby               | Rugby                     | 2 (1991–1993)                                            | 0                                                        |                                       |
| Sale Sharks         | Manchester (Eccles)       | 30 (1987–1988, od 1994)                                  | 1 (2006)                                                 | dawniej Sale (w Sale i Stockport)     |
| Saracens            | Londyn (Hendon)           | 31 (1989–1993, 1995–2020, od 2021)                       | 6 (2011, 2015, 2016, 2018, 2019, 2023)                   | (dawniej w Watford)                   |
| Wasps               | Coventry                  | 35 (1987–2023)                                           | 6 (1990, 1997, 2003–2005, 2008)                          | (dawniej w Londynie i High Wycombe)   |
| Waterloo            | Liverpool (Blundellsands) | 2 (1987–1989)                                            | 0                                                        |                                       |
| West Hartlepool     | Hartlepool                | 5 (1992–1993, 1994–1997, 1998–1998)                      | 0                                                        |                                       |
| Worcester Warriors  | Worcester                 | 16 (2004–2010, 2011–2014, 2015–2023)                     | 0                                                        |                                       |

## Kwalifikacja do europejskich pucharów
Zespoły uczestniczące w rozgrywkach Premiership biorą udział w europejskich pucharach klubowych: European Rugby Champions Cup (wcześniej pod nazwą Puchar Heinekena) i European Rugby Challenge Cup (niższej rangi od Champions Cup). Anglia miała zapewnione co najmniej sześć miejsc dla najlepszych drużyn w Champions Cup (przy czym szczegółowe zasady kwalifikacji były zmienne, m.in. przed 1994 do tej puli wliczano zdobywców Pucharu Heinekena z poprzedniego sezonu, potem zdobycie Pucharu powodowało awans niezależnie od puli 6 miejsc przeznaczonych dla pozostałych najlepszych drużyn ligi). W 2020 w związku z powiększeniem liczby drużyn w Champions Cup uzgodniono, że będzie tam występować osiem najlepszych drużyn Premiership. Drużyny ligowe, które nie zakwalifikują się do Champions Cup biorą udział w rozgrywkach Challenge Cup.